# Ebersbach-Musbach
Ebersbach-Musbach là một đô thị ở huyện Ravensburg ở bang Baden-Württemberg thuộc nước Đức. Đô thị này có diện tích 26,84 km², dân số thời điểm 31 tháng 12 năm 2020 là 1716 người.